# John Amias
John Amias (Amyas) né à une date et dans un lieu inconnus, mort dans la banlieue de York le 16 mars 1589, est un prêtre catholique anglais arrêté et exécuté sous le règne d'Elizabeth I . 

## Biographie
Il existe quelques doutes sur sa jeunesse et son véritable nom. Selon une première source, il serait né à Wakefield dans le Yorkshire, en Angleterre, où il s'y serait marié et aurait élevé une famille, exerçant le métier de marchand de tissus. À la mort de sa femme, il aurait partagé ses biens entre ses enfants et serait parti sur le continent pour devenir prêtre. Il est également possible qu'il serait en fait William Anne (nom de famille), le plus jeune fils de John et Katherine Anne, de Frickley près de Wakefield.
D'après les archives du Collège anglais de Reims, un veuf se faisant appeler « John Amias » s'inscrit Le 22 juin 1580 au Collège pour y étudier la théologie et devenir prêtre catholique. D'après ces mêmes archives il est ordonné prêtre dans la cathédrale de Reims le 25 mars 1581. Le 5 juin de la même année, il se rend à Paris puis, sous une fausse identité, retourne en Angleterre en compagnie d'un autre prêtre, Edmund Sykes. Nous savons peu de choses de sa vie missionnaire. Vers la fin de 1588, il est arrêté dans la maison d'un certain M. Murton à Melling dans le Lancashire et emprisonné au château d'York. Étant donné la loi de 1585 qui faisait de la prêtrise catholique un crime capital en Angleterre, la sentence est prononcée. Il est exécuté à l'extérieur de la ville d'York le 16 mars 1589 pendu, traîné sur une claie jusqu'à la potence et mis en quart. Il est accompagné dans la mort par un autre prêtre, Robert Dalby.

## Vénération
Reconnu comme un martyr catholique, John Amias fut béatifié en 15 décembre 1929 par le pape Pie XI. Vénéré par l'Église catholique il est fêté le 16 mars et est compté dans la liste des Cent sept martyrs d'Angleterre et du pays de Galles.

## Voir également